# Beaucroissant
Beaucroissant é uma comuna francesa na região administrativa de Auvérnia-Ródano-Alpes, no departamento de Isère. Estende-se por uma área de 11,18 km². Em 2010 a comuna tinha 1 743 habitantes (densidade: 155,9 hab./km²).